# 羅格斯塔冰川
72°21′S 1°19′E / 72.350°S 1.317°E
羅格斯塔冰川是南極洲的冰川，位於東部南極洲的毛德皇后地，屬於斯維爾德魯普山脈的一部分，處於伊辛根山北坡，該冰川由德國的探險隊發現。